# Челялі Петро Сергійович
Петро Сергійович Челялі (*нар. 12 липня 1985 Суми) — артист Сумського театру ім.. Щепкіна, артист Київського Національного академічного театру оперети.

## Життєпис

### Сім'я
Батько має турецьке коріння.
Виріс у творчій родині. Мати має гарний голос, грає на скрипці, дідусь по материнській лінії грав на гітарі.

### Навчання
Початкову освіту здобув у Сумській с/ш № 23.
У 10 років пішов до музичної школи, клас — баян.
2000 — поступив до Училища мистецтв ім.. Д. Бортнянського.

### Творча кар'єра
2003—2008 — артист Сумської обласної філармонії, паралельно отримує освіту на факультеті мистецтв СДПУ.
2009 — поступає на магістратуру за спеціальністю «Вокальне мистецтво». Клас доктора мистецтвознавства, професора Олександра Стахевича.
2009 — працює артистом Сумського обласного театру.
2009 — займає 1-ше місце у Всеукраїнському конкурсі «Музичне мистецтво», місто Одеса.
2009 — дипломант міжнародного конкурсу ім.. Соломії Крушельницької, м. Львів.
2010 — учасник ромського фестивалю в Польщі, м. Глиноєцьк.
2012 — переможець у номінації «Кращий соліст-вокаліст» у театральному конкурсі «Мельпомена»
2012" за виконання партії графа Данила в опереті Ф. Легара «Весела вдова».
2013 — учасник ромського фестивалю у Польщі, м. Чехочинек.
2016 — учасник проекту «Голос країни» 6 сезон (В команді Тіни Ліберман)
2016 — учасник 20 ромського фестивалю у Польщі, м. Чехочинек.
2022 — учасник міжнародного українсько-польського музичного проєкту «10 тенорів».

### Родина
Дружина — артистка Сумського обласного театру Марія Корінна.
Теща — артистка Сумського обласного театру Тамара Корінна.
Виховує доньку Міреллу (2013 р.н.)

### Ролі
| Вистава                         | Роль                 | Автор                   |
| ------------------------------- | -------------------- | ----------------------- |
| «Летюча миша»                   | Князь Орловський     | Й. Штраус оперетта      |
| «Ревізор»                       | Поштмейстер          | М. Гоголь               |
| «Заполярна правда»              | Стрічковий хробак    | Ю. Клавдієв             |
| «Розмаринка»                    | Полоз                | Казка                   |
| «Прекрасна Єлена» комічна опера | Паріс                | Ж. Оффенбах             |
| «Весела вдова» оперета          | Граф Данило          | Ф. Легар                |
| «Остання сповідь»               | Фредерік             | Богдана Олександровська |
| «Дайте бабусі вічний спокій»    | Шульц                | Л. Казарновський        |
| «Наталка полтавка»              | Петро                | М. Лисенко              |
| «Ніч під Івана Купала»          | Степан               | М. Старицький           |
| «Майська ніч»                   | Левко                | М. Гоголь               |
| «Рожеве павутиння»              | Юрко Макушенка       | Я. Мамонтов             |
| «Моя прекрасна леді»            | Фредді Ейнсфорд Гілл | Б. Шоу                  |